# 岡本敏子
岡本 敏子（おかもと としこ、1926年〈大正15年〉1月1日 - 2005年〈平成17年〉4月20日）は、画家の岡本太郎のパートナーであり、養女。実質的な妻でもあった。千葉県出身。旧姓は平野。

## 人物
1926年（大正15年）1月1日、千葉県に生まれる。東京女子大学文理学部卒業。出版社勤務を経て、岡本太郎主催「夜の会」で太郎と親しくなり秘書となった。事実上の妻であり、のちに太郎の養女となる。
1996年（平成8年）正月早々に太郎が急逝した際、未完の作品が数点のこっていたが、これらの全作品のその後の製作・仕上げにすべて監修として携わり、また太郎のアトリエ兼自宅を岡本太郎記念館として改装・公開を行い館長となる。太郎がメキシコで創作後、行方不明になっていた壁画『明日の神話』の捜索・返還補修に尽力した。2005年（平成17年）4月、自宅の浴室で心不全のため死去した。享年79。葬儀は参列者に贈る言葉を書いてもらい、それを参道正面の光のテーブルに手向けて焼香とするものであったため、祭壇や花はなかった。
テレビドラマ「TAROの塔」第4回の描写（大森寿美男脚本）にもあるように、太郎の生前から一般に太郎が大きく評価されることを望んでいた敏子は、太郎の没後、著書、画集・インタビューによる編著を多く刊行し太郎の再評価に努めた。太郎が没後に一般から再評価を受けるようになったのは、敏子の功績で、太郎にとっての敏子の存在はサルバドール・ダリにおける（二度目にして最愛の）妻・ガラのようなものであったと、財団法人「岡本太郎記念現代芸術振興財団」の平野暁臣（敏子の甥で2代目記念館長）が語っている。
敏子が「妻」ではなく「養女」として太郎に迎えられたのは、太郎が結婚というものを望まなかったためということが、二人と親交のあった瀬戸内寂聴から語られている。太郎が結婚を望まなかった理由については明確になっていないが、テレビでは「両親（岡本一平・岡本かの子）の結婚生活に嫌気を感じていたため結婚を嫌い」というように触れられることが多い。浅田彰はパリ帰りの岡本なりのダンディズムと評している。また、瀬戸内寂聴はテレビ番組の中で、「太郎さんの遺産相続の際に“妻”では数分の一が太郎の異母きょうだいに行ってしまう。養女になれば100％敏子さんのものになる。太郎さんの遺作品を管理できるのは敏子さんだけ」とも語っている。

## 著書・編書

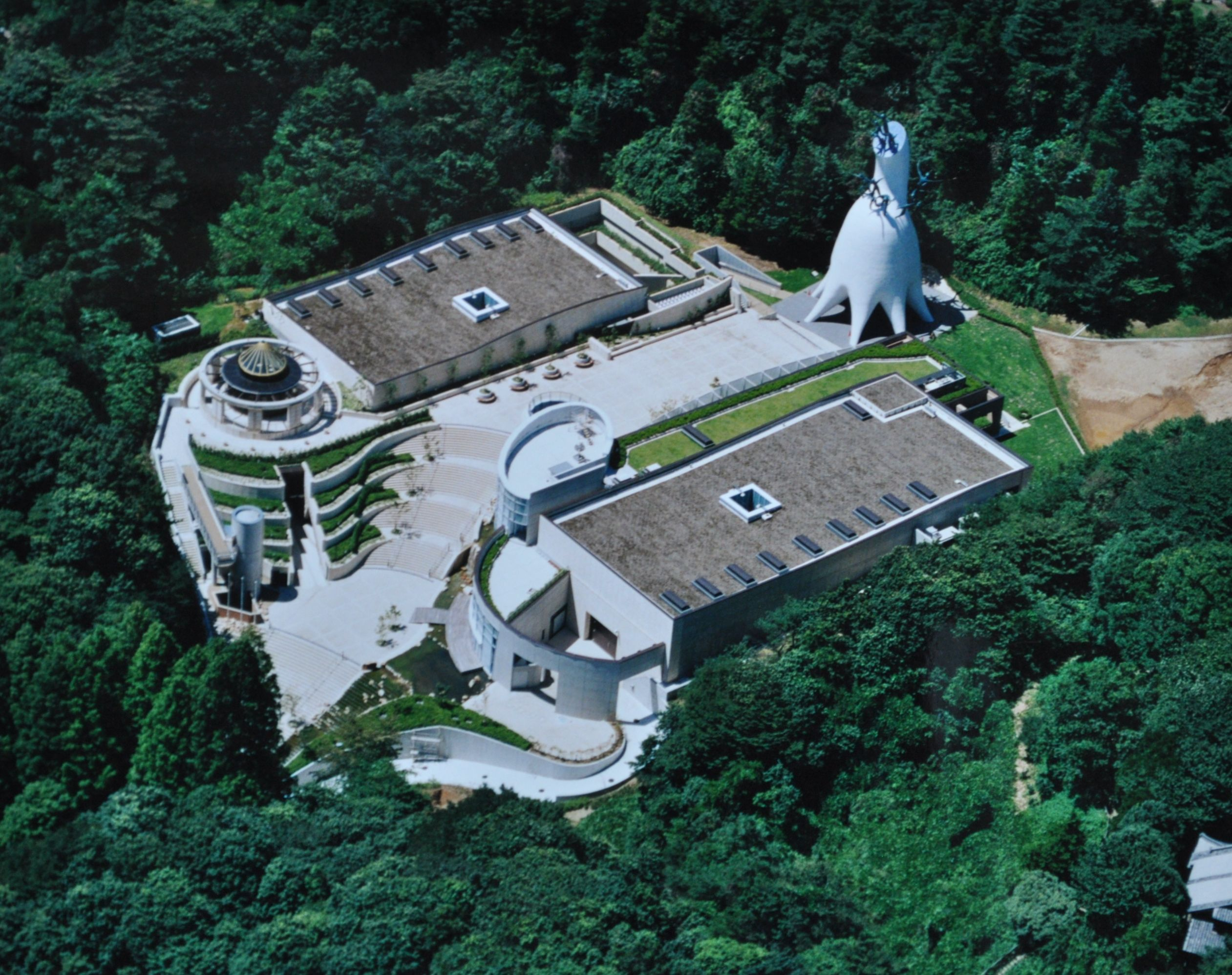
川崎市多摩区桝形にある川崎市岡本太郎美術館

- 岡本敏子 著 「岡本太郎に乾杯」新潮社 1997年／新潮文庫 2002年
- 岡本敏子 著 「いま、生きる力」青春出版社 2002年／青春文庫 2005年
- 岡本敏子 著 「奇跡」 集英社 2003年／集英社文庫 2011年
- 岡本敏子 著 「岡本太郎の遊ぶ心」 講談社 2005年
- 岡本敏子 著 「太郎さんとカラス」アートン 2004年
- 岡本敏子 編 「太郎神話 : 岡本太郎という宇宙をめぐって」 二玄社 1999年
- 岡本敏子 編著 「芸術は爆発だ! : 岡本太郎痛快語録」小学館文庫 1999年
- 岡本敏子 著 「恋愛芸術家」マガジンハウス 2001年
- 岡本敏子 著 「岡本太郎の友情」 青春出版社 2011年
- 岡本敏子 著 「岡本太郎が、いる」 新潮社 1999年
- 岡本太郎 撮影、岡本敏子 編 「岡本太郎の沖縄」 日本放送出版協会 2000年
- 岡本敏子、山下裕二 共編 「岡本太郎が撮った『日本』」 毎日新聞社 2001年
- 聞き手・篠藤ゆり 「岡本太郎 : 岡本敏子が語るはじめての太郎伝説」 アートン 2006年
- 岡本太郎 著、岡本敏子 編 「眼 : 美しく怒れ」 チクマ秀版社 1998年、新版2004年
- 岡本敏子、よしもとばなな 対話 「恋愛について、話しました。」 イースト・プレス 2005年
- 岡本敏子 文、塩澤文男 絵・原案 「海神の姫」 佼成出版社 2003年
- 平井敏晴 著、岡本敏子 監修 「岡本太郎が愛した韓国」 アドニス書房 2004年
- 岡本敏子、齋藤慎爾 編集 「岡本太郎の世界」 小学館 1999年
- 岡本太郎 写真・文、岡本敏子、飯沢耕太郎 監修「岡本太郎の東北」 毎日新聞社 2002年
- 岡本敏子 著、平野暁臣 構成・監修 「自分を賭けなきゃ。」 イースト・プレス 2009年
- 岡本敏子 監修、文芸散策の会 編 「太陽の人・岡本太郎 : 芸術、人生、かの子・一平との親子関係」 JTB 1999年
- 岡本敏子 構成・監修 「岡本太郎 強く生きる言葉」 イースト・プレス 2003年
- 岡本敏子 企画・構成・監修 「岡本太郎 壁を破る言葉」 イースト・プレス 2005年
- 岡本敏子 企画、平野暁臣 構成・監修 「岡本太郎 愛する言葉」 イースト・プレス 2006年
- 岡本太郎 作品・文、岡本敏子 編 「岡本太郎 歓喜」 二玄社 1997年
- 岡本太郎 撮影・文、内藤正敏 構成、岡本敏子、内藤正敏 共編 「岡本太郎 神秘」 二玄社 2004年
- 岡本敏子、川崎市岡本太郎美術館 共編「岡本太郎発言!  対談集」 二玄社 2004年

## 岡本敏子を演じた女優
- 菅野美穂（2006年7月7日 - 日本テレビ「明日の神話」除幕特番にて放送）[3]
- 常盤貴子（2011年2月26日 - 4回シリーズ NHK・『TAROの塔』土曜ドラマ）[4][5]
- 小橋めぐみ (2018年3月19日 - NHK BSプレミアム 「よみがえる太陽の塔 “閉塞する日本人”へのメッセージ」）[6][7]

## CF
- リクルート（現・リクルートホールディングス） ゼクシィ（2011年） - 太郎と共演（ともにVTR出演）[8]。